# Tori (arti marziali)
Nelle arti marziali giapponesi, tori è colui il quale esegue una tecnica, in antitesi a uke, che è colui la riceve.
La traduzione dei vocaboli Tori (colui che conduce l'azione) ed Uke (colui che subisce l'azione), comunemente usata, è leggermente impropria perché in diverse occasioni esistono scambi di ruoli; forse sarebbe più appropriato parlare di “protagonista” e “comprimario” prendendo a prestito definizioni dal teatro.
L'azione di tori cambia sempre in funzione della risposta di uke e viceversa.
L'esatto ruolo di tori varia nelle differenti arti marziali e spesso anche all'interno di una stessa arte marziale, a seconda dalla situazione. 
L'azione, maggiormente frequente nelle arti marziali, di tori è una tecnica di proiezione in cui uke deve cadere a terra. Il compito di tori è di far sì che il suo controllo sulla caduta di uke, sia presente dall'inizio alla fine della tecnica eseguita.